# Tires (Portugal)
Tires é uma vila [carece de fontes?] localizada na freguesia de São Domingos de Rana, no Município de Cascais.
A primeira referência à vila de Tires é de 1527, chamada na altura Tyras tinha 10 habitações e onde a principal atividade era a produção de trigo. Nos censos de 1960 Tires tinha 1887 habitantes e nos Censos de 2011 9272 habitantes.

## Infraestruturas
A população de Tires tem ao seu dispor várias instalações que servem a vila e a freguesia de São Domingos de Rana.
- Aeródromo Municipal de Cascais - Servindo o concelho de Cascais e vizinhos;
- Biblioteca Municipal de S. Domingos de Rana - Inaugurada em 2005 é um dos centros culturais de massapés;[2]
- Centro Comunitário de Tires - Instituição Particular de Solidariedade Social, dispõe ao serviço da comunidade várias respostas sociais deste a infância até à terceira idade e ainda desenvolve vários projetos de intervenção social comunitária.
- Complexo Polidesportivo de São Domingos de Rana - Inaugurado a 25 de Abril de 1995 tem ao seu dispor um pavilhão, campo de futebol de 5, dois campos de ténis e ringue de patinagem para a prática de vários desportos;
- União Recreativa e Desportiva de Tires - clube de futebol desta localidade;
- Escola Secundária Frei Gonçalo de Azevedo que fica em massapés;

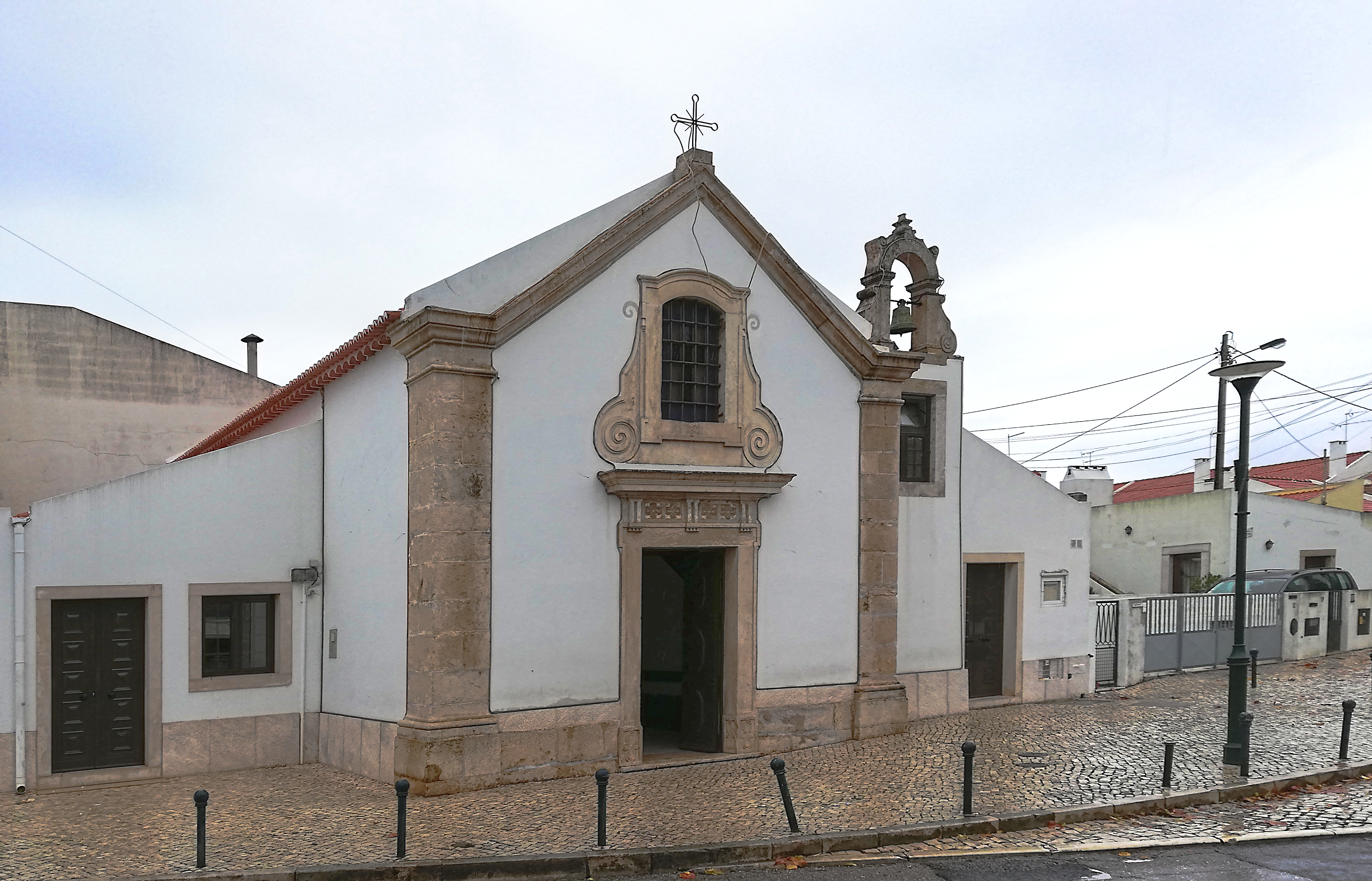
Capela de Nossa Senhora da Graça em Tires, São Domingos de Rana, Portugal

- Igreja Paroquial de Tires - Paróquia de Nossa Senhora da Graça - Inaugurada em 1982 em substituição da capela com o mesmo nome, que dado o aumento do número de crentes foi necessária a construção de uma nova igreja;
- Capela de Nossa Senhora da Graça - Atualmente utilizada como capela mortuária, foi construida entre o final do século XVI e meados do século XVIII (pelo seu estilo barroco), tem no seu nome pelas benesses que a virgem teria concedido aos pescadores de Cascais. O nome original seria Nossa Senhora das Graças, mas terá sido simplificado para o nome atual;[3]
- Estabelecimento Prisional de Tires - Prisão destinada apenas a mulheres.[4]

## Atividades
São realizadas várias atividades culturais e desportivas durante o ano, com diferentes dimensões, aquela que tem maior tradição é as festas de Santo António, organizadas pelo Grupo Recreativo e Dramático 1.º de Maio. Esta festa realiza-se na semana do 13 de Junho, dia de feriado municipal de Santo António. As festas prolongam-se por 10 dias, estando centradas na sede do grupo e toda a organização e execução é feita de forma voluntária.